# La última cinta
La última cinta és una pel·lícula experimental basat en l'obra de teatre d'un acte de Samuel Beckett, L'última cinta de Krapp, i que va ser dirigit per Claudio Guerín Hill el 1969, amb Fernando Fernán Gómez interpretant el paper protagonista. Aquest film va ser emès en televisió aquest mateix any.

## Sinopsi
En la pel·lícula es presenta a un home envellit que vivia reclòs a la seva habitació, aïllat del món, escoltant una vegada i una altra els vells enregistraments que havia realitzat durant la seva joventut amb la finalitat de sortir de la crisi d'identitat en la qual es troba sumit. Al final decideix gravar una última cinta magnetofònica on narrarà les seves opinions sobre la seva “jo” passat.

## Repartiment
- Fernando Fernán Gómez